# Seznam ulic v Brně-Ivanovicích
Seznam ulic v Brně-Ivanovicích uvádí přehled ulic a veřejných prostranství na území městské části Brno-Ivanovice, která je územně totožná s evidenční částí obce Ivanovice a s katastrálním územím Ivanovice.

## Seznam
| Název                  | Pojmenováno po        | Souřadnice                       | Obrázek | Commons                | RÚIAN   | Mapy.cz         |
| ---------------------- | --------------------- | -------------------------------- | ------- | ---------------------- | ------- | --------------- |
| Atriová                |                       | 49°15′52″ s. š., 16°34′5″ v. d.  |         |                        | 20982   | stre&id=78944   |
| Fedrova                | Vojtěch Fedra         | 49°16′8″ s. š., 16°34′6″ v. d.   |         | Fedrova                | 695190  | stre&id=142471  |
| Hatě                   | agronymum             | 49°16′18″ s. š., 16°33′57″ v. d. |         |                        | 23761   | stre&id=79220   |
| Hradecká               | Hradec Králové        | 49°15′22″ s. š., 16°35′4″ v. d.  |         | Hradecká (Brno)        | 26948   | stre&id=79539   |
| Hřebíčková             | hřebíček              | 49°15′52″ s. š., 16°34′12″ v. d. |         |                        | 731650  | stre&id=145868  |
| Ivanovických legionářů |                       | 49°16′1″ s. š., 16°34′6″ v. d.   |         | Ivanovických legionářů | 695211  | stre&id=142473  |
| Jezerůvky              | Ponávka               | 49°15′30″ s. š., 16°34′12″ v. d. |         |                        | 772305  | stre&id=150432  |
| Jižní svahy            | jih                   | 49°15′46″ s. š., 16°34′10″ v. d. |         | Jižní svahy (Brno)     | 731676  | stre&id=145870  |
| Kouty                  |                       | 49°15′53″ s. š., 16°33′41″ v. d. |         | Kouty (Brno)           | 26174   | stre&id=79461   |
| Lažanská               | Lažany                | 49°16′6″ s. š., 16°34′6″ v. d.   |         |                        | 2302411 | stre&id=5196166 |
| Lysická                | Lysice                | 49°16′11″ s. š., 16°34′5″ v. d.  |         | Lysická (Brno)         | 27812   | stre&id=79626   |
| Maříkova               | Václav Mařík          | 49°15′29″ s. š., 16°35′1″ v. d.  |         |                        | 27570   | stre&id=79602   |
| Meduňková              | medovník meduňkolistý | 49°15′45″ s. š., 16°34′14″ v. d. |         | Meduňková (Brno)       | 731668  | stre&id=145869  |
| Milonická              | Milonice              | 49°15′59″ s. š., 16°34′13″ v. d. |         |                        | 2302608 | stre&id=5196170 |
| Mácova                 | Robert Máca           | 49°15′58″ s. š., 16°34′2″ v. d.  |         |                        | 27715   | stre&id=79616   |
| Na Nivách              | údolní niva           | 49°16′15″ s. š., 16°33′58″ v. d. |         |                        | 29319   | stre&id=79774   |
| Na Rybízárně           |                       | 49°16′8″ s. š., 16°33′54″ v. d.  |         |                        | 2302438 | stre&id=5196167 |
| Pod Ostrou             | Ostrá hora            | 49°16′15″ s. š., 16°33′55″ v. d. |         |                        | 31038   | stre&id=79945   |
| Podbabská              |                       | 49°15′52″ s. š., 16°33′37″ v. d. |         |                        | 36668   | stre&id=80505   |
| Pokorova               | Vilém Pokora          | 49°15′47″ s. š., 16°33′55″ v. d. |         |                        | 29971   | stre&id=79839   |
| Příjezdová             |                       | 49°15′45″ s. š., 16°34′6″ v. d.  |         | Příjezdová (Brno)      | 30473   | stre&id=79889   |
| Sychrov                | Sychrov               | 49°15′57″ s. š., 16°33′52″ v. d. |         |                        | 32549   | stre&id=80095   |
| U Křížku               |                       | 49°15′42″ s. š., 16°33′59″ v. d. |         |                        | 815101  | stre&id=5182608 |
| V Kolíbkách            |                       | 49°15′39″ s. š., 16°34′8″ v. d.  |         |                        | 719838  | stre&id=144834  |
| Weighartova            | Robert Weighart       | 49°16′11″ s. š., 16°33′56″ v. d. |         |                        | 695203  | stre&id=142472  |
| Zatloukalova           | Jaroslav Zatloukal    | 49°16′3″ s. š., 16°33′53″ v. d.  |         | Zatloukalova (Brno)    | 35351   | stre&id=80375   |
| Zelinky                |                       | 49°16′ s. š., 16°34′9″ v. d.     |         |                        | 36978   | stre&id=80536   |
| Černohorská            | Černá Hora            | 49°15′51″ s. š., 16°34′16″ v. d. |         |                        | 22471   | stre&id=79092   |
| Černá                  |                       | 49°15′56″ s. š., 16°34′12″ v. d. |         |                        | 22462   | stre&id=79091   |
| Řečkovická             | Řečkovice             | 49°15′38″ s. š., 16°34′26″ v. d. |         |                        | 660434  | stre&id=140044  |